# La pistola de mi hermano
La pistola de mi hermano è un film del 1997 diretto da Ray Loriga, tratto da un suo omonimo romanzo. Il film è interpretato da Anna Galiena e Viggo Mortensen.